# Méréstudomány

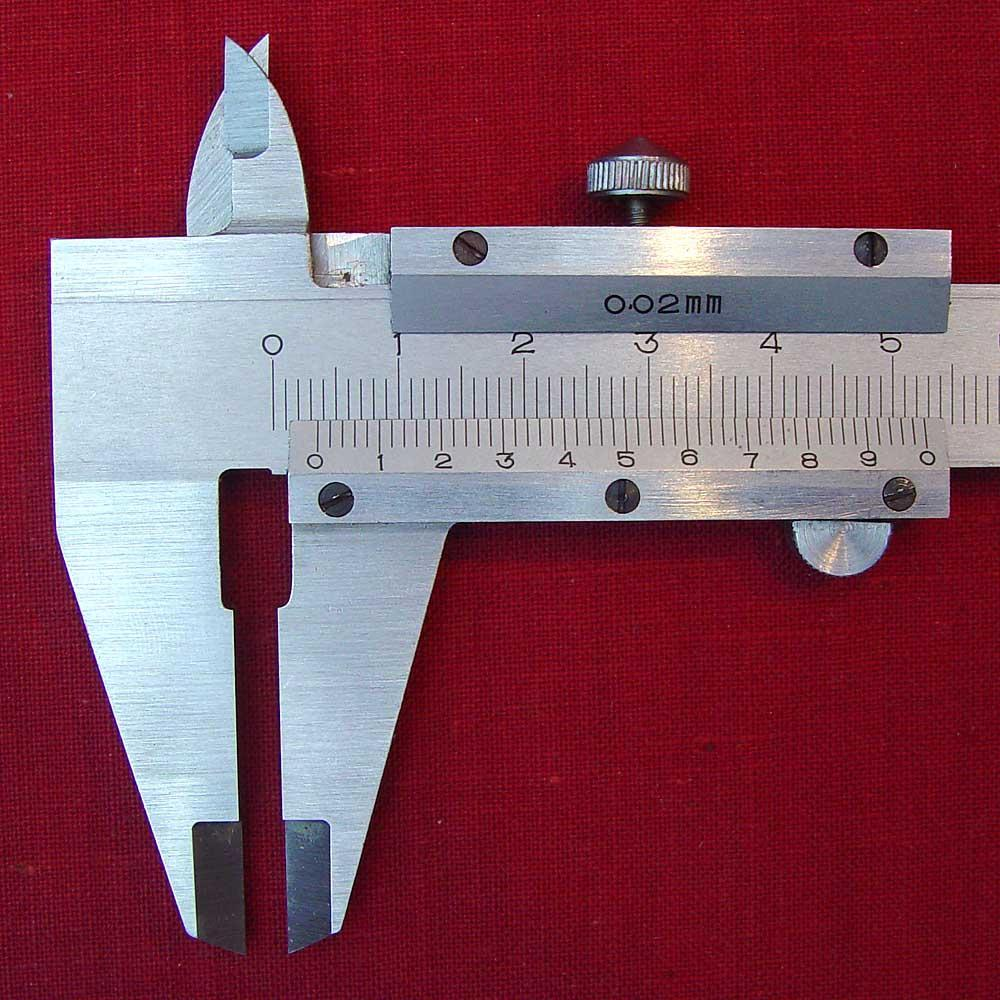
Tolómérő nóniusza: a kijelzett hossza 3,58 mm

A méréstudomány vagy méréstan (metrológia) a mérés tudományos ismeretköre. Az ide tartozó elvek, módszerek ismerete és normák tudatos és következetes alkalmazása biztosítja a mérési eredmények széles körű felhasználhatóságát és kölcsönös elfogadhatóságát.
A méréstudomány tárgykörébe minden beletartozik, ami a méréssel kapcsolatos, legyen az a mérési eljárás megtervezése, lefolytatása vagy az eredmények elemzése.
Metrológia másik jelentése mértéktörténet. Ebben az esetben a mértékek történetével, kialakulásával foglalkozó történelmi segédtudományt értjük alatta. Feladata, hogy a különböző korokban használt mértékegységeket a mai ember számára összehasonlíthatóvá és valóssá tegye.

## Fő területei
- Tudományos metrológia
- Törvényes metrológia
- Ipari metrológia

A Magyar Kereskedelmi Engedélyezési Hivatal feladata mindhárom területet átfogni

## Főbb fogalmak

### Mérés
Műveletek összessége, amelyek célja egy mennyiség értékének a meghatározása.
Lásd bővebben: mérés

### Mérőeszköz
A mérőeszköz önmagában vagy kiegészítő eszközökkel együtt mérésre használt eszköz.

### Mérték
Adott mennyiség egy vagy több ismert értékét használata során változatlanul reprodukáló vagy előállító eszköz, például: súly, mérőedény (egy vagy több értékű, skálázott vagy skála nélküli), etalon ellenállás, mérőhasáb, etalon jelgenerátor, anyagminta. Az adott mennyiség referenciamennyiségnek nevezhető. A mérendő fizikai jelenségek szerint a mértékeknek több fajtája van: hossz- föld- illetve területmértékek, űrmértékek három alfaja (híg, száraz, térfogat) súly- és darabmérték. Ezek együttese a mértékkészlet.

### Mértéktípusok
- Természetes: A természetből mintegy magától értetődően keletkezett, például emberi test része, egésze, mozgása, teljesítőképessége, termőföld adottsága. Ezeknek többnyire nincs mérőeszköze.
- Mesterséges: Kialakításához már elvonatkoztató képesség szükséges, részint az előbbi kiegészítésére, részint a természetes lehetőség hiányában annak pótlására hozták létre. Ezeknek többsége egyúttal mérőeszköz is.

### Mértékrendszer
Az egyazon fajtához tartozó egyes mértékegységek között olyan konkrét összefüggés is létezhet, hogy az egyik a másikból származtatható, egyik a másikkal kifejezhető. E mértékek rendszert alkotnak.
- Hosszmértékek
- Földmérték rendszerek
- Híg űrmérték (bormérték) rendszerek
- Száraz űrmérték (gabonamérték) rendszerek
- Súlymérték rendszerek

### Mérésügy
A mértékegységek meghatározása, egységesítése, a mérés módjára vonatkozó tudományos-technikai, jogi, igazgatási ismeretek és tevékenységek együttese. Törvények, rendeletek, intézkedések megállapítják az egységeket, egységesíteni igyekeznek a mértékeket, kialakítják a szervezetet, és ellenőriztetik a végrehajtást.

## A metrológiának mint segédtudománynak hasznosításának területei
- Történeti földrajz
- Gazdaságtörténet
- Tudomány történet
- Hadtörténet

## Kialakulásának okai
A mértékrendszerek kialakulását a valós igények kényszerítették ki, egyrészt az emberek egymás közötti kapcsolataiban a mindennapi élet követelményei (mezőgazdaság ipar, kereskedelem fogalmainak mértékegységeinek meghatározása), másrészt társadalmi állami szervezetek kialakulása (törzsi területek, birtokhatárok, adók, honvédelemmel kapcsolatos fogalmak és mértékek meghatározása). A fejlődés előre haladtával egyre fontosabbá vált az egységesítés illetve a mértékek összehasonlíthatósága.

## Rövid történeti áttekintés Magyarország vonatkozásában
Magyarországon az első országos földmérés a török elleni fölszabadító harcok után 1601-ben kezdődött, ekkor még bevallásos módszerrel, a helyben szokásos mértékekkel jelölve a nagyságot. Az 1607-ben induló úrbéri rendezés során is csak a problematikus esetekben mértek, egyébként bevallás volt. II. József kataszteri munkálatánál (1786) mérnek először ölrúddal és mérőlánccal, és területmértékben (négyszögöl, hold) állapítják meg a nagyságot. A rendelkezés érvénytelenítése után ismét bevallás közli az adatot. Csak 1849-ben a földadó ideiglenes rendelete vezeti be ismét a tényleges földmérést, de ezt már mérnökök végzik geodéziai módszerekkel.
A mérésüggyel kapcsolatos törvények, uralkodói intézkedések még a szóbeliség korában születtek, és a hagyomány ereje, a szokástörvény tartatta meg évszázadokon keresztül azonos nagyságban. Egészében először Werbőczy István hármaskönyve (1517) tartalmazza a földmérés mértékeit. A kereskedelem mértékről elsőnek Zsigmond magyar király 1405 1. dekrétuma rendelkezik: elrendeli, hogy e mértékeket Buda város mértékeihez kell igazítani. Az idők folyamán számos törvény és rendelkezés törvény született a mértékekre alkalmazásukra ellenőrzésükre. Ilyenek pl. Mária Terézia úrbéri rendelete (1767), II. József rendelete az ország kataszteri felméréséről. Számos helytartótanácsi rendelkezés született, és a magyar országgyűlés is több mértéktörvény javaslatot tesz (1790,1793, 1807, 1813,1825,1825,1841,1843,1844) A méterrendszer behozatalát Magyarországra 1860-ban kezdik előkészíteni. És ez a munka 1874-ben fejeződik be. 1876. január 1.-i hatállyal vezeti be az 1874. évi VIII. tc. a francia eredetű, de nemzetközileg egységes, Európában már sokfelé alkalmazott, ma is használt decimális mértékegységrendszert. Az 1874-es törvény előkészítésében fontos szerepet játszott Kruspér István, aki később, 1878-tól 1894-től az Országos Mérésügyi Hivatal elődje, a Magyar Királyi Mértékhitelesítő Bizottság első vezetője is volt. Az Országos Mérésügyi Hivatal jogutódja 2007 óta a Magyar Kereskedelmi Engedélyezési Hivatal

## Legfontosabb mértékegységek 1848 előtt
- Akó: híg űrmérték, 32 pint vagy 64 icce; 44,30 liter (magyar), 50,80 liter (pozsonyi), 56,59 liter (bécsi) akó
- Bécsi hüvelyk: hosszmérték, 2,68 centiméter
- Bécsi láb: 31,6 centiméter
- Bécsi rőf: textilmérték, 0,77 méter
- Bécsi vonal: 2,2 milliméter
- Ezüstforint: másként pengőforint; 60 ezüstkrajcár, 2,5 váltóforint = 150 váltókrajcár
- Font: súlymérték, 32 lat = 0,55 kg (pozsonyi), 0,56 kg (bécsi)
- Garas: 3 krajcár
- Húszas: ezüst húszkrajcáros
- Icce: híg űrmérték, 2 messzely, 0,839 liter (pozsonyi), 0,84 liter (bécsi)
- Körmöci arany: 4 ezüstforint 30 krajcár
- Lat: súlymérték, 1,75 dekagramm
- Máriás, márjás: pénznem Szűz Mária képével, 17 krajcár
- Mázsa: súlymérték; 55,80 kg (pozsonyi), 56 kg (bécsi)
- Mérföld: egy ausztriai mérföld 7,58 kilométer
- Messzely: híg űrmérték, 0,419 liter (pozsonyi)
- Öl: 160 újj, vagy 120 hüvelyk; 3,126 méter
- Peták: pénznem, 5 krajcáros váltópénz
- Pint: űrmérték, 1,41 liter
- Rőf: hosszmérték: 62,20 cm (erdélyi), 77,75 cm (bécsi), 78,30 cm
- Váltóforint: papírpénz, 60 váltókrajcár
- Vég: változó textilmérték; posztófélénél átlagosan 20 méter, vászonfélénél átlagosan 28 méter

## A mérésügyet érintő fontosabb jogszabályok
- Az első magyar métertörvény[3]
- 73/1952 (VIII. 27.) MT sz. hat.  Az Országos Mérésügyi Hivatal felügyeletéről
- 1067/1954 (VIII. 27.) MT sz. hat. Az Országos Mérésügyi Hivatalról
- A mérésügyről 8/1976  (IV. 27.) Minisztertanácsi rendelet és a  61/1984. (XII. 13.) M.T.      rendelet
- A mérésügyről szóló törvény XLV/1991[4]
- A mérésügyről szóló  136/2004.(IV. 29.) Korm. rendelet (kormányrendelet)

## Mérésügyi fogalmak értelmezése
A méréstechnikában használatos kifejezések jegyzéke a vocabulaire international de métrologie, VIM magyar–angol, illetve angol–francia

## Külső hivatkozások
- Bertényi: A történelem segédtudományai
- Műszeroldal
- A metrológia alapfogalmai
- Átszámítások (konverzió)